# Косота (Валча)
Косота (рум. Cosota) насеље је у Румунији у округу Валча у општини Окнеле Мари. Oпштина се налази на надморској висини од 275 m.

## Становништво
Према подацима из 2002. године у насељу је живело 109 становника, од којих су сви румунске националности.